# 帕特里克·弗拉特利
帕特里克·弗拉特利（英語：Patrick Flatley，1963年10月3日—），加拿大男子冰球运动员，场上位置是前锋。他曾代表加拿大国家队参加1984年冬季奥林匹克运动会冰球比赛，获得第4名。